# Titularbistum Laranda
Laranda ist ein Titularbistum der römisch-katholischen Kirche.
Es geht zurück auf einen früheren Bischofssitz in der antiken Stadt Laranda (heute Karaman), die sich in der kleinasiatischen Landschaft Lykaonien in der heutigen südlichen Türkei befindet. Das Bistum gehörte der Kirchenprovinz Iconium an.
| Titularbischöfe von Laranda |                               |                                                                              |                   |                   |
| Nr.                         | Name                          | Amt                                                                          | von               | bis               |
| 1                           | François-Gabriel Guisain MEP  | Apostolischer Vikar von West-Tonking (Vietnam)                               | 3. Oktober 1718   | 17. November 1723 |
| 2                           | Maciej Grzegorz Garnysz       | Weihbischof in Włocławek (Polen-Litauen)                                     | 18. Dezember 1775 | 10. Dezember 1781 |
| 3                           | Kasper Józef Szajowski        | Weihbischof in Gniezno (Polen)                                               | 10. Dezember 1781 | 26. Juni 1801     |
| 4                           | Publio Maria dei Conti Sant   | Weihbischof in Malta ? / Koadjutorbischof von Malta (Malta)                  | 1817              | 17. November 1847 |
| 5                           | Guillaume-Clément Masson MEP  | Koadjutorvikar von Süd-Tonking (Vietnam)                                     | 23. Mai 1848      | 24. Juli 1853     |
| 6                           | Yves-Marie Croc MEP           | Koadjutorvikar von Süd-Tonking Apostolischer Vikar von Süd-Tonking (Vietnam) | 7. Juni 1868      | 11. Oktober 1885  |
| 7                           | Patrick Delany                | Koadjutorerzbischof von Hobart (Australien)                                  | 15. Juni 1893     | 29. Dezember 1907 |
| 8                           | Franz Egger                   | Weihbischof in Brixen (Italien)                                              | 20. März 1908     | 6. November 1912  |
| 9                           | Victor-Charles Quinton MEP    | Koadjutorvikar von West-Cochin Apostolischer Vikar von West-Cochin (Vietnam) | 12. Dezember 1912 | 4. Oktober 1924   |
| 10                          | Władysław Szcześniak          | Weihbischof in Warschau (Polen)                                              | 25. Mai 1925      | 9. September 1926 |
| 11                          | Claudio María Volio y Jímenez | emeritierter Bischof von Santa Rosa de Copán (Honduras)                      | 12. November 1926 | 18. April 1940    |
| 12                          | Vincentas Padolskis           | Weihbischof in Vilkaviškis / Koadjutorbischof von Vilkaviškis (Litauen)      | 18. Juli 1940     | 6. Mai 1960       |
| 13                          | Walfrido Teixeira Vieira      | Weihbischof in São Salvador da Bahia (Brasilien)                             | 25. März 1961     | 6. Januar 1965    |